# NGC 2079
NGC 2079 في الفهرس العام الجديد، هو سديم إشعاعي، يقع في كوكبة أبو سيف (كوكبة). اكتشف في 1834 . بواسطة جون هيرشل .

## روابط خارجية
- NGC 2079 على موقع ويكي سكاي: DSS2, SDSS, GALEX, IRAS, Hydrogen α, X-Ray, Astrophoto, Sky Map, Articles and images